# Taber
Taber es un pueblo canadiense situado en la provincia de Alberta.

## Superficie
Taber tiene una superficie de 19,32 km².

## Demografía
En 2021, tenía 8862 habitantes, una densidad poblacional de 458,6 hab./km², y 3481 viviendas.